# Singular: Act I
Singular Act: I es el tercer álbum de estudio de la cantante estadounidense Sabrina Carpenter. Este ha sido lanzado el 9 de noviembre de 2018 bajo el sello discográfico Hollywood Records. Carpenter trabajó alrededor de un año en el disco, contando con la producción de Stargate. Empezó a escribir el álbum en 2016, poco después del lanzamiento de Evolution, pero ella solo comenzó a grabar las canciones en 2017. El álbum contiene ocho canciones, las cuales coescribió. El disco compacto se lanzó a la venta exclusivamente en las tiendas Target.
El álbum se encuentra dividido en dos partes Act: 1 y Act: 2. El primer sencillo fue "Almost Love", lanzado el 6 de junio de 2018. "Sue Me" fue lanzada a la Contemporary hit radio el 8 de enero de 2019, siendo es el segundo sencillo del álbum. También fue apoyado por dos sencillos promocionales: "Paris", lanzado el 24 de octubre de 2018 junto con el pre-pedido del álbum y "Bad Time", del cual, la artista dice que representa representa mucho su persona, por lo que quiso que fuera uno de sus sencillos promocionales, para demostrar al mundo quien es la nueva "Sabrina Carpenter". Los otros sencillos "Alien" y "Why" se incluyeron en la versión japonesa del álbum.
El álbum recibió críticas positivas de críticos musicales y, comercialmente, el álbum debutó en el número 103 en el US Billboard 200.

## Composición
Singular: Act 1 es descrito como un álbum dance-pop. El álbum se abre con el sencillo "Almost Love". La canción contiene "silbidos y baterías intermitentes" y trata sobre una relación lista para dar el siguiente paso.  "Paris" es "una oda a la ciudad del amor" que le recuerda a la cantante, mientras estaba en París, a un amor de Los Ángeles. "Hold Tight" es una canción "R&B seductora y vagamente retro" siendo esta la única colaboración del álbum. "Sue Me" trata obre el final de una relación. Carpenter describió la canción como una representación de empoderamiento y confianza pura. " Prfct "es una canción que trata sobre la realidad del amor. "Bad Time" esta "impulsada en el synth pop". Mike Nied de Idolator describe "Mona Lisa" como "atractiva" y que contiene "líneas creativas y coquetas". Por último nos encontramos con la pista de cierre "Diamonds Are Forever" "se le ve reconocer su valor", la cual contiene voces conmovedoras de Carpenter. Julian de Valliere de The Line of Best Fit llamó a la canción "balter teateral".

## Singular: Act IyAct II
El 2 de octubre Sabrina anuncio por sus redes que Singular Act: 1 saldría el 9 de noviembre de 2018 junto a un corto tráiler y que Singular Act: 2 estaba por llegar el 19 de julio de 2019, lo que lleva a pensar que el álbum estaría dividido en dos partes.

## Recepción de la crítica
Tras su lanzamiento, Singular Act: I fue aclamado por la crítica. Mike Nied de Idolator escribió en su crítica que el álbum es una "colección de ocho pistas repleta de bop tras bop".  Calificó el álbum de "repleto de éxitos potenciales" y de "otro trabajo casi perfecto de una de las jóvenes estrellas más brillantes de la industria". Añadió que con el álbum Carpenter se había "ganado de verdad su estatus como una de las artistas más consistentes del pop".
El escritor de The Line of Best Fit Julian Baldsing calificó el álbum con un 7,5 sobre 10, afirmando que "sin duda no es un pequeño triunfo que Singular: Act I se sostenga tan firmemente por sí mismo y su creación marque una nueva y excitante fase de una artista que se está haciendo a sí misma". Añadió que "Carpenter siempre ha demostrado un don para crear y comisariar lanzamientos pop potentes" y que el álbum "la ve perfeccionar estas habilidades aún más, dando como resultado su proyecto más ajustado y pulido hasta la fecha".
Lucy Parry, de Affinity, calificó el álbum de "obra maestra del pop" y su producción de "exquisita", elogiando también el uso de temas más maduros en comparación con sus trabajos anteriores. La escritora de Earmilk Larisha Paul concedió 9 estrellas al álbum, señalando que Carpenter demostró su "versatilidad en una miríada de paisajes sonoros".  Alabó sobre todo la voz de Carpenter y añadió que "sus actuaciones vocales dinámicas e indiscutibles, que se mantienen constantes en cada tema, es lo que la distingue del resto" Añadió que el álbum "transmite a la cantante en un espacio equipado para mostrar su talento y atractivo como artista pop" y señaló que "es muy prometedor para el futuro de su discografía, ya que sigue consolidando su lugar como una de las mejores artistas nuevas de esta nueva generación de músicos".

## Sencillos
El primer sencillo de Singular: Act 1, "Almost Love", se lanzó el 6 de junio de 2018. Alcanzó el puesto 21 en la lista de Mainstream Top 40 de EE. UU. Esta canción se complementó con un vídeo musical, que se lanzó a través de Vevo y YouTube el 13 de julio de 2018. Fue promocionado a través de presentaciones en vivo en Wango Tango y The Late Late Show con James Corden.
"Sue Me" se confirmó como el segundo sencillo del álbum siendo lanzado en la Contemporary hit radio el 8 de enero de 2019. El video musical fue subido a la plataforma el 16 de noviembre de 2018. Carpenter promovió el sencillo con presentaciones en vivo en The Today Show y Live with Kelly and Ryan.
Los sencillos "Why" y "Alien" se incluyeron en la edición japonesa del álbum, pero se eliminaron de la lista de canciones estándar.
"Paris" y "Bad Time" se lanzaron como sencillos promocionales el 24 de octubre de 2018 y el 2 de noviembre de 2018, respectivamente. Para la primera se lanzó un vídeo musical dirigido por Jasper Cable-Alexander y rodado en París, Francia. Se lanzó un video musical para "Bad Time".

## Promoción
Carpenter inició el Singular Tour el 2 de marzo de 2019 en Orlando, Florida , en apoyo de Singular: Act I  y Act II, la segunda parte de este álbum.

## Recepción  comercial
Singular Act I debutó en el número 103 de la lista estadounidense Billboard 200 y en el 38 de la lista estadounidense Top Album Sales. El álbum también alcanzó el puesto 48 en el Reino Unido, y el 20 en Australia. A los sencillos del álbum les fue bien en las listas con "Almost Love" y "Sue Me" alcanzando el número uno en la lista estadounidense Dance Club Songs y el 21 y 31, respectivamente, en la lista estadounidense Pop Songs.

## Lista de canciones
| Standard Edition |                           |           |          |  |
| N.º              | Título                    | Producers | Duración |  |
| 1.               | «Almost Love»             | Stargate  | 3:32     |  |
| 2.               | «Paris»                   | Evigan    | 3:38     |  |
| 3.               | «Hold Tight» (con Uhmeer) | Sabath    | 2:55     |  |
| 4.               | «Sue Me»                  | Felder    | 2:59     |  |
| 5.               | «prfct»                   | Persaud   | 2:46     |  |
| 6.               | «Bad Time»                | Görres    | 3:04     |  |
| 7.               | «Mona Lisa»               | German    | 2:18     |  |
| 8.               | «Diamonds Are Forever»    | Carlsson  | 3:49     |  |
| 25:01            |                           |           |          |  |

| Japanese Edition bonus tracks |                                        |            |          |  |
| N.º                           | Título                                 | Producers  | Duración |  |
| 9.                            | «Alien» (con Jonas Blue)               | Jonas Blue | 2:55     |  |
| 10.                           | «Almost Love» (Stargate warehouse mix) | Stargate   | 3:20     |  |
| 11.                           | «Sue Me» (KC Lights remix)             | Felder     | 3:22     |  |
| 12.                           | «Alien» (con Jonas Blue – M-22 remix)  | Jonas Blue | 3:25     |  |
| 13.                           | «Why»                                  | Jeberg     | 2:51     |  |
| 39:55                         |                                        |            |          |  |

## Posicionamiento en las listas
| Chart (2018)                                          | Peak position |
| ----------------------------------------------------- | ------------- |
| Australia Australian Digital Albums (ARIA)            | 20            |
| Dinamarca (MegaCharts)                                | 198           |
| Francia (SNEP)                                        | 84            |
| Reino Unido UK Download Albums (OCC)                  | 48            |
| Estados Unidos (Billboard 200)                        | 103           |
| Estados Unidos US Top Album Sales (Billboard)         | 36            |
| Estados Unidos US Top Current Album Sales (Billboard) | 32            |

## Créditos y personal
Créditos adaptados de las liner notes de Singular: Acto I.
Grabado, diseñado, mezclado y masterizado en
- Venice, California (The Stellar House)
- Tarzana, California (Chumba Medows)
- West Hollywood, California (Studio Nation)
- Los Angeles, California (SuCasa Recording, Roxstone Studios, M&S Studios, Sonic Element Studio)
- Estocolmo, Suecia (Wolf Cousins Studios)
- Burbank, California (Resonate Studios)
- Nashville, Tennessee (Sienna Studios)
- Sydney (Hercules St. Studio)
- Virginia Beach, Virginia (MixStar Studios)
- New York City (Sterling Sound)

Voces
- "Downtown" Trevor Brown - coros (4)
- Johan Carlsson - coros (8)
- Sabrina Carpenter - voz (all tracks), coros (6, 8)
- Warren "Oak" Felder - coros (4)
- Ross Golan - coros (8)
- Oscar Görres - coros (6)
- Julia Karlsson - coros (6)
- Zaire Koalo - coros (4)
- Rob Persaud]] - coros (5)
- Uhmeer - voz (3)

Producción
- Tim Blacksmith - producción ejecutiva (1)
- "Downtown" Trevor Brown - coproducción (4)
- Johan Carlsson - producción, producción vocal (8)
- Danny D - producción ejecutiva (1)
- Jason Evigan - producción, producción vocal (2)
- Warren "Oak" Felder - producción (4)
- Greg "G GOLT" Golterman - coordinación de producción (7)
- Oscar Görres - producción, producción vocal (6)
- Christian "GJ" Johnson - coordinación de producción (7)
- Zaire Koalo - coproducción (4)
- Jeremy "JBOOGS" Levin - coordinación de producción (7)
- Brett McLaughlin - producción vocal (2)
- The Monsters and the Strangerz - producción (7)
- Rob Persaud - producción (5)
- Oliver "German" Peterhof - producción (7)
- Mike Sabath - producción (3)
- David "DSLIB" Silberstein - coordinación de producción (7)
- Stargate - producción (1)
- Gian Stone - producción vocal (2)

Instrumentación
- Nils-Petter Ankarblom - sintetizador de cuerdas (8)
- David Bukovinszky - violonchelo (8)
- Mattias Bylund - sintetizador pad, cuerdas (8)
- Johan Carlsson - piano, guitarra, sintetizador, pandereta (8)
- Jason Evigan - instrumentación (2)
- Oscar Görres - teclado, bajo, guitarra, batería, percusión (6)
- Mattias Johansson - violín (8)
- The Monsters and the Strangerz - instrumentación (7)
- Oliver "German" Peterhof - instrumentación (7)
- Mikkel S. Eriksen - instrumentación, (1)

Diseño
- Amber Park - dirección creativa, diseño
- Stijn van Hapert - diseño
- Elsa Henneke - diseño
- Amanda Charchian - fotografía

Técnica
- Nils-Petter Ankarblom - arreglo de cuerdas (8)
- William Binderup - asistente de mezcla (3)
- Tim Brennan - asistente de ingeniería (8)
- John Bruington - asistente de ingeniería (8)
- Johan Carlsson - programación, engineering (8)
- Eric J Dubowsky - mezcla (1-2, 4)
- Mikkel S. Eriksen - grabación, programación, (1)
- Jason Evigan - programación (2)
- Warren "Oak" Felder - ingeniería, programación, (4)
- Chris Gehringer - masterización (todas las pistas)
- Serban Ghenea - mezcla (6-8)
- Oscar Görres - programación (6)
- John Hanes - ingeniería (6-8)
- Stefan Johnson - ingeniería (7)
- Thomas Kang - asistente de ingeniería (8)
- Zaire Koalo - programación de batería (4)
- Erik Madrid - mezcla (3)
- The Monsters and the Strangerz - programación (7)
- Rob Persaud - ingeniería, mezclas (5)
- Oliver "German" Peterhof - programación (7)
- Keith "DaQuan" Sorrells - asistente de ingeniería (4)
- Gian Stone - ingeniería (2)
- Thomas Warren - grabación (1)
- Tim Watt - asistente de mezcla (1-2, 4)